# ヴィクター・ブルワー＝リットン
第2代リットン伯爵ヴィクター・アレグザンダー・ジョージ・ロバート・ブルワー＝リットン（英: Victor Alexander George Robert Bulwer-Lytton, 2nd Earl of Lytton, KG, GCSI, GCIE, PC, DL、1876年8月9日 - 1947年10月25日）は、イギリスの政治家、貴族。
1925年から1926年にかけてインド総督代理を務めた。日本では、満洲事変の調査のため国際連盟が派遣したリットン調査団の団長を務めた「リットン卿」として知られる。

## 経歴
1876年8月9日、第2代リットン男爵ロバート・ブルワー＝リットン（後の初代リットン伯爵）とその妻エディス・ヴィリアーズ（初代クラレンドン伯爵トマス・ヴィリアーズの孫エドワード・ヴィリアーズの娘）の三男として生まれた。生誕時、兄二人はすでに早世していたため嫡男としての出生だった。
当時父はインド総督（副王）（1876年 - 1880年）を務めており、その在任中だったため、イギリス領インド帝国・シムラーで生まれた。なお、父はインド総督退任後の1880年に初代リットン伯爵に叙せられている。
イートン・カレッジを経てケンブリッジ大学トリニティ・カレッジを卒業した。
1891年11月に父の死により爵位を継承。
海軍本部でキャリアを積んだ後、インド省政務次官（1920年-1922年）、ベンガル総督（1922年 - 1927年）、インド総督代理（1925年-1926年）などを歴任。1927年から1928年にかけては国際連盟インド代表団の団長、1931年にはイギリス代表団の団長を務めた。
1932年3月、リットン調査団の団長として3カ月にわたり日本、満洲、中国各地を調査。
当時の新聞は、リットンについて「支那における馬賊の状態や日貨排斥、支那に確固たる中央政府なき実情等については、インド在任中にも同様の苦心をしたので、日本に対して同情的理解を有している」と解説している。
10月に報告書（リットン報告書）を提出した。リットン報告書をベースにした「勧告」が1933年2月24日に国際連盟総会で採択される。日本は3月に国際連盟を脱退した。
1932年10月19日王立国際問題研究所でイギリスの外交官、政治家等に対し「リットン報告書」の内容について講演した。
1933年にガーター勲章を受勲。
1947年10月25日、ハートフォードシャー州ネブワースの自宅で死去。71歳没。リットン伯には男子が2人あったが、長男アンソニーは、1933年に航空機事故で死亡しており、次男アレクサンダーも第二次世界大戦中の1943年に北アフリカ戦線のエル・アラメインの戦いで戦死した。どちらも子供を残さずの死であったため、直系子孫に爵位を継がせることはできず、爵位は弟のネヴィルが継承した。

## 栄典

### 爵位/準男爵位
1891年11月24日の父ロバート・ブルワー＝リットンの死去により以下の爵位を継承。
- ダービー州におけるリットンの第2代リットン伯爵(2nd Earl of Lytton, of Lytton in the County of Derby)
(1880年4月28日の勅許状による連合王国貴族爵位)
- ハートフォード州におけるネブワースの第2代ネブワース子爵(2nd Viscount Knebworth, of Knebworth in the County of Hertford)
(1880年4月28日の勅許状による連合王国貴族爵位)
- ハートフォード州におけるネブワースの第3代リットン男爵 (3rd Baron Lytton of Knebworth in the County of Hertford)
(1866年7月14日の勅許状による連合王国貴族爵位)
- (ハートフォード州におけるネブワースの)第3代準男爵(3rd Baronet "of Knebworth in the County of Hertford")
(1838年7月18日の勅許状による連合王国準男爵位)

### 勲章

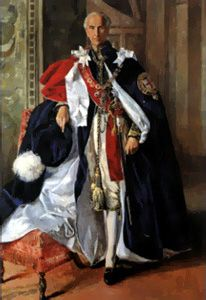
ガーター騎士団員の正装をしたリットン伯を描いた肖像画

- 1922年、インド帝国騎士団(勲章)ナイト・グランド・コマンダー (Knight Grand Commander, Order of the Indian Empire, GCIE)[2][3]
- 1925年、インドの星騎士団(勲章)ナイト・グランド・コマンダー (Knight Grand Commander, Order of the Star of India, GCSI)[2][3]
- 1933年、ガーター騎士団(勲章)ナイト (Knight, Order of the Garter, KG)[2][3]

### その他
- 1919年、枢密顧問官 (Privy Counsellor, PC)[2][3]

## 家族
1902年4月3日にパメラ・チチェリー＝プロードン(Pamela Chichele-Plowden、1874-1971)と結婚。彼女との間に以下の二男二女を儲けた。
- 第1子(長男)エドワード・アンソニー・ジェイムズ・ブルワー＝リットン（英語版）(Edward Antony James Bulwer-Lytton, 1903-1933) - 儀礼称号でネブワース子爵。事故死
- 第2子(長女)マーガレット・ハーマイオニ・ミリセント・ブルワー＝リットン（英語版） (Margaret Hermione Millicent Bulwer-Lytton, 1905-2004) - 銀行家の初代コボルド男爵キャメロン・コボルドと結婚。
- 第3子(次女)ダヴィデマ・キャサリン・シンシア・メアリー・ミリセント・ブルワー＝リットン (Davidema Katharine Cynthia Mary Millicent Bulwer-Lytton, 1909-1995) - 第5代アーン伯爵ジョン・クライトン（英語版）、ついで第5代トリントン男爵クリストファー・ウッドハウス（英語版）と結婚。
- 第4子(次男)アレクサンダー・エドワード・ジョン・ブルワー＝リットン(Alexander Edward John Bulwer-Lytton, 1910-1943) - 儀礼称号でネブワース子爵。エル・アラメインの戦いで戦死